# Michele Amari
Michele Amari (ur. 7 lipca 1806 r. w Palermo, zm. 16 lipca 1889 r. we Florencji) – włoski polityk, historyk i arabista. Minister edukacji, organizował studia orientalistyczne i znacząco przyczynił się do poznania muzułmańskiej Sycylii.
Syn Ferdinando i Giulii Venturelli. Został urzędnikiem ministerialnym w 1842 r. Z powodu publikacji swojej pracy La Guerra del vespro był niemile widziany przez rząd Burbonów w Neapolu, został zesłany do Francji, gdzie podjął naukę języka arabskiego. Powrócił z wygnania i w latach 1848-49 był posłem do sycylijskiego parlamentu i ministrem finansów. Po powrocie do Paryża zintensyfikował kontakty z Giuseppe Mazzinim, współpracując w jego działalności propagandowej. Do Włoch powrócił w 1860 r., a w 1861 r. był senatorem, ministrem edukacji od 1862 do 1864, profesorem w latach 1860–1873 w Instytucie Studiów Wyższych we Florencji. W polityce przeszedł od poparcia dla autonomii regionalnej do unitaryzmu, pozostając jednak zwolennikiem dużej decentralizacji a od 1860 r. popierał monarchiczny projekt Camillo Cavoura.
W swoich badaniach orientalistycznych koncentrował się na historii i cywilizacji muzułmańskiej Sycylii. (Storia dei Musulmani di Sicilia, 3 tomy, 1854-72). Następnie zajął się badaniem historii całych południowych Włoch we wczesnym średniowieczu i kontaktów między muzułmańską Sycylią a arabskimi państwami basenu Morza Śródziemnego. Organizował również studia orientalistyczne we Włoszech.